# Lâu đài Divín
Lâu đài Divín (tiếng Slovakia: Divín hrad) là tàn tích của một lâu đài được xây dựng theo phong cách kiến trúc Gothic, tọa lạc trên một ngọn đồi thấp thuộc địa phận làng Divín, vùng Banská Bystrica, Slovakia.

## Lịch sử
Lâu đài Divín được nhắc đến lần đầu tiên trong một văn bản có niên đại vào năm 1329. Lâu đài được xây dựng vào giai đoạn cuối thế kỷ 13 - đầu thế kỷ 14, đảm nhiệm chức năng bảo vệ con đường dẫn đến miền Trung Slovak. Chủ nhân đầu tiên của lâu đài Divín có lẽ là gia đình Lošonci đến từ Lučenec.
Sau khi các thành viên trong gia đình Lošonci (cụ thể là Žigmund và Štefan) tham gia vào một âm mưu bất thành chống lại nhà vua, Vua Matej Korvín đã ban tặng lâu đài cùng với điền trang Divín cho Michal Orság vào năm 1469. Sau này, lâu đài trở thành tài sản của Ján Nádašdy Ongor, và sau khi ông qua đời, lâu đài bị Žigmund Balaša cưỡng đoạt. Trong thời gian thuộc quyền sở hữu của gia đình Balaš, lâu đài được xây bổ sung thêm một pháo đài mới và các cơ sở phòng thủ hiện đại vào năm 1559. Mặc dù đã trang bị những biện pháp này, lâu đài vẫn bị người Thổ Nhĩ Kỳ chinh phục vào năm 1575. Lâu đài được quân đội hoàng gia cùng với Bálint Balaš chiếm lại vào năm 1593. Năm 1679, vì chủ sở hữu của lâu đài lúc bấy giờ là Imrich Balaš thực hiện các hành động cướp bóc, nên lâu đài Divín bị quân đội triều đình chinh phục và cho nổ tung.